# Vitorino Freire da Cunha Gusmão
Vitorino Freire da Cunha Gusmão foi um administrador colonial português que exerceu o cargo de Governador no antigo território português subordinado à Índia Portuguesa de Timor-Leste entre 1812 e 1815, tendo sido antecedido por António Botelho Homem Bernardes Pessoa e sucedido por José Pinto Alcoforado de Azevedo e Sousa.